# Шераб Гъялцен
Шераб Гъялцен (англ. Sherub Gyeltshen; род. в 1955 году) — бутанский политик, министр внутренних дел и культуры Бутана с ноября 2018 года. Член Национальной ассамблеи Бутана.

## Биография
На протяжении своей карьеры Шераб Гъялцен работал в Министерстве внутренних дел и культуры Бутана, был судьёй в Высоком суде Бутана, а также секретарём в Комиссии по развитию языка дзонг-кэ. А 14 мая 2018 года Гъялцен был избран вице-президентом социал-демократической Объединённой партии Бутана. На выборах 2018 года он был избран в Национальную ассамблею Бутана, получив 3763 голоса.
3 ноября премьер-министр страны Лотай Церинг объявил состав своего нового кабинета и назначил Шераба Гъялцена министром внутренних дел и культуры Бутана. 7 ноября он был приведён к присяге.